# Врубльовиці (Нижньосілезьке воєводство)
Врубльовиці (пол. Wróblowice, нім. Frobelwitz) — село в Польщі, у гміні Менкіня Сьредського повіту Нижньосілезького воєводства.
Населення — 518 осіб (2011).
У 1975-1998 роках село належало до Вроцлавського воєводства.

## Демографія
Демографічна структура станом на 31 березня 2011 року:
|          | Загалом | Допрацездатний вік | Працездатний вік | Постпрацездатний вік |
| -------- | ------- | ------------------ | ---------------- | -------------------- |
| Чоловіки | 261     | 50                 | 195              | 16                   |
| Жінки    | 257     | 51                 | 159              | 47                   |
| Разом    | 518     | 101                | 354              | 63                   |